# Montréal Olympique
Il Montréal Olympique fu un club calcistico canadese attivo a Montréal dal 1971 al 1973 e militante nella NASL. 

## Storia
La squadra fu fondata sull'onda dell'entusiasmo per l'assegnazione alla città dei giochi olimpici del 1976, in onore dei quali prese anche il nome. La tassa di ammissione pagata dal proprietario Sam Berger per iscrivere la franchigia alla lega fu di 25.000 dollari americani. Il primo allenatore della squadra fu Renato Tofani.
La squadra fu attiva per tre anni nella massima serie americana, senza mai riuscire a qualificarsi per i playoff e ottenendo uno scarso riscontro di pubblico. L'affluenza del pubblico si mantenne sui duemila spettatori a partita per i primi due anni, per poi crescere sino a quasi quattromila nel 1973. Visto lo scarso successo la franchigia venne chiusa prima dell'inizio della stagione 1974; per rivedere il calcio professionistico a Montréal bisognerà attendere fino al 1980, con la nascita dei Montréal Manic.
Fra i giocatori di miglior livello si segnalarono l'italiano Francesco Gallina e il portiere Stanko Puskás, figlio del campione ungherese Ferenc Puskás.

## Allenatori
- 1971  Renato Tofani
 Michel Campo[4]
 Sebastiano Buzzin[5]
- 1972-1973  Graham Adams

## Media spettatori
Nella seguente tabella la media degli spettatori presenti allo stadio per le partite di stagione regolare.
| Stagione | Partite disputate | Totale spettatori | Media spettatori |
| -------- | ----------------- | ----------------- | ---------------- |
| 1971     | 14                | 34.164            | 2.440            |
| 1972     | 7                 | 16.154            | 2.308            |
| 1973     | 10                | 38.557            | 3.856            |